# Siergiej Herzog von Leuchtenberg

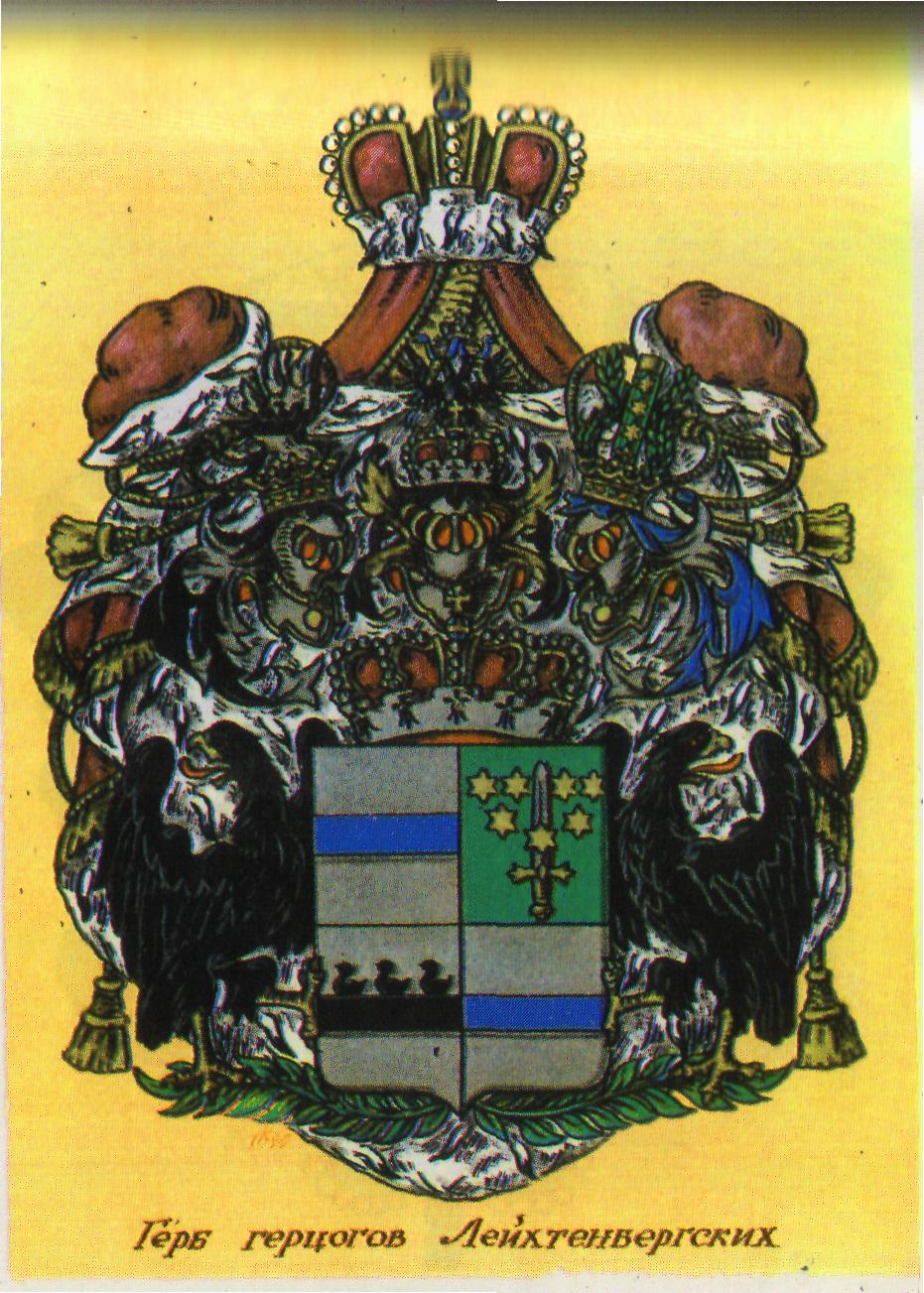
Herb książąt von Leuchtenberg

Siergiej Nikołajewicz Herzog von Leuchtenberg, ros. Сергей Николаевич Герцог фон Лейхтенбергский (ur. 24 czerwca 1903 r. w Sankt Petersburgu, zm. 27 września 1966 r. w Monterrey) – rosyjski wojskowy, emigracyjny działacz polityczny, tłumacz w tzw. rosyjskim oddziale 9 Armii podczas II wojny światowej
Służył w lejbgwardii Pułku Prieograżenskiego. Po rewolucji październikowej jego rodzina wyemigrowała z Rosji do Niemiec. Ukończył politechnikę, po czym pracował jako inżynier chemik. W latach 1930–1935 S. N. Herzog von Leuchtenberg mieszkał w Hamburgu. W 1932 r. ukończył szkołę podoficerską przy lejbgwardii kadrowego Dywizjonu Kozackiego. W 1935 r. wyjechał do Francji. Do 1940 r. stał na czele miejscowych struktur Narodowego Związku Nowego Pokolenia. W 1941 r. wstąpił do Wehrmachtu. Po ataku wojsk niemieckich na ZSRR 22 czerwca tego roku, służył jako tłumacz w tzw. rosyjskim oddziale niemieckiej 9 Armii gen. Adolfa Straußa. Następnie odkomenderowano go do okupowanego Rżewa, gdzie kierował oddziałem propagandy komendantury miasta. Po zakończeniu wojny przeniósł się do USA.